# In due (Wess & Dori Ghezzi)
In due è l'ultimo album in studio del duo vocale Wess & Dori Ghezzi, pubblicato dall'etichetta Durium nel 1979.
Il disco è prodotto da Depsa.

## Tracce

### Lato A
1. Un lento
2. Tre volte addio
3. Sei
4. Talmente amore
5. Canzone a Leopardi

### Lato B
1. Colpo di fulmine
2. Momento
3. Lista d'attesa
4. Come la prima sera
5. Angeli e diavoli